# Anne Antoine d'Aché
Pour les articles homonymes, voir Aché.
Anne Antoine d'Aché, comte d'Aché et seigneur de Marbeuf où il est né le 23 janvier 1701 et mort à Brest le 11 février 1780, est un officier de marine et gentilhomme français du XVIIIe siècle. Il termine sa carrière avec le grade de vice-amiral de la flotte du Levant.

## Biographie

### Enfance et origine
Anne Antoine d'Aché est né au château de Marbeuf, le 23 janvier 1701. Il est le fils de Pierre-François-Placide d'Aché (1670-1746), seigneur de Marbeuf, et d'Anne du Rollet, dont le père est gouverneur de Louviers. La fratrie comptera cinq garçons : Gabriel-Claude, Jacques, Jean-Renaud, Anne-Antoine et François-Placide.
Il est issu de la famille d'Aché, petits gentilshommes normands, dont les terres de Serquigny et de Marbeuf sont situées au nord de Beaumont-le-Roger. Les d'Aché ont donné un capitaine du château de Tancarville à la fin du XVIe siècle, dont le fils aîné est l'auteur de la branche « d'Aché de Serquigny » et le cadet de la branche « d'Aché de Marbeuf ». La famille d'Aché a, en outre, donné quatre officiers généraux au royaume de France et notamment Guillaume d'Aché de Serquigny (v. 1647-1713), chef d'escadre lui-même proche parent du vice-amiral de Tourville, puisque fils de Renée de Péricard, fille d'Esther de Tourville, la tante de l'amiral,.

### Carrière militaire dans la Marine royale

#### Première période 1717-1758: de garde-marine à capitaine
Anne Antoine d'Aché commence sa carrière dans la marine en 1717. Il commence en tant que garde-marine.
Il fait ses premières campagnes en Méditerranée, participant au bombardement de Tripoli en 1728. C'est avec le grade d'Enseigne qu'il participe à une campagne en Amérique en 1731. Devenu aide-major il est embarqué sur le Lys, commandé par Duguay-Trouin, en 1734. Puis, promu Lieutenant en 1738, il effectue un voyage en Suède et en Amérique.
Durant la guerre de Succession d'Autriche, il participe aux opérations dans la Manche et dans l’Atlantique. Promu capitaine de vaisseau le 10 octobre 1743, il prend le commandement de la Vénus en 1744, puis du Saint-Michel en 1745. Cette même année il est en mer, près des côtes de la France, lorsque son navire est démâté par un fort coup de vent puis attaqué par des navires corsaires anglais. À l'issue d'un engagement qui dure quatre heures les Anglais rompent et s'éloignent. Quelque temps plus tard il est de nouveau attaqué, mais par un vaisseau de cinquante canons de la marine anglaise. La bataille est intense, les deux navires étant à portée de voix, au bout de cinq heures de combats l'anglais est coulé.
En 1746, il est commandant du Norhumberland lors de l'expédition du duc d’Anville, dont l'objectif est de reprendre la citadelle à l'entrée du Saint-Laurent. Elle échoue, car l'escadre ne peut engager un combat du fait d'un manque d'hommes valides, les équipages étant décimés par le scorbut.

#### Guerre de Sept Ans: chef d'escadre

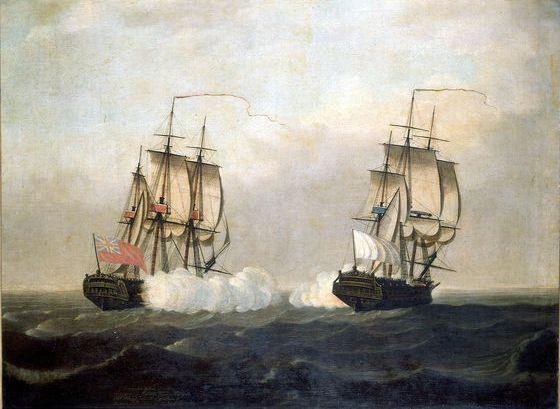
Le Saint-Louis de l'escadre de d'Aché attaqué par le Pitt dans les eaux voisines de Pondichéry en 1758 ou 1759. Le combat est indécis. (Tableau de Lawson Dunn)

Sur l'immense théâtre d'opération de l'océan Indien, d'Aché réussit avec une petite escadre à ravitailler deux fois Pondichéry, mais sans pouvoir sauver la ville.

Lorsque se déclenche la guerre de Sept Ans, il est nommé chef d'escadre en 1756 grâce à la protection du duc de Penthièvre, amiral de France. Il reçoit en 1757 le commandement d'une escadre pour soutenir aux Indes le nouveau gouverneur Lally-Tollendal. Il appareille en mai 1757 avec un vaisseau de guerre suivi de huit navires armés de la Compagnie des Indes. Il lui faut sept mois de traversée – alors que la normale était de quatre à six – pour arriver à l'île de France, où il s’attarde plus que de raison.
Il livre, le 29 avril 1758, un très difficile combat au large de Gondelour pour accéder à Pondichéry. Il repousse néanmoins l'escadre de Pocock et peut débarquer les renforts ce qui permet aux Français, dans un premier temps, de pouvoir prendre victorieusement l'offensive. Il livre un deuxième combat difficile au même chef anglais le 3 août devant Negapatam, puis se retire sur l'Isle de France à l'approche des tempêtes de la mousson d'hiver,. Ce retrait, dicté par les conditions climatiques, lui est souvent reproché car il prive Lally-Tollendal de soutien naval pour s'emparer de Madras.
On lui reproche aussi de rester trop longtemps stationné à l'île de France. Sa division navale y reste en effet un an, mais il n'en est que très partiellement responsable, car la Compagnie des Indes, qui équipe les navires, a toutes les peines du monde à rassembler le ravitaillement et les renforts nécessaires. Ce n'est qu'en septembre 1759, alors que la situation militaire en Inde est déjà très compromise pour les Français, qu'il arrive à Pondichéry avec 4 vaisseaux de ligne et 7 navires de la Compagnie. Il repousse encore une fois, le 10 septembre, lors d'un dernier combat, les vaisseaux de Pocock, et réussit à débarquer les hommes et l'argent qu'attend Lally-Tollendal. Il doit cependant, comme l'année précédente, quitter les lieux (27 septembre) à cause de l'arrivée de la mousson d'hiver, même si son départ semble avoir été précipité par un désaccord avec Lally-Tollendal. Ce départ scelle le destin des établissements français de l'Inde, désormais coupés de la métropole.
Il rentre en France en mars 1761, peu de temps après la chute et la destruction de Pondichéry. D'Aché est un bon marin qui a été blessé sérieusement dans les trois combats difficiles livrés à des vaisseaux anglais supérieurs en puissance de feu. Il a par deux fois accompli sa mission, c'est-à-dire apporter des renforts à Pondichéry, même si on peut lui reprocher un certain manque d'imagination tactique. En rentrant en effet sur l'Isle de France, base située à deux mois de navigation, il s'est éloigné du théâtre des opérations alors qu'il y avait la possibilité d'hiverner à Aceh (Sumatra), à trois semaines seulement de voile des côtes indiennes. La possibilité d'utiliser ce mouillage bien connu des capitaines de la Compagnie des Indes ne semble pas avoir été envisagée par d'Aché, alors qu'il permettait de faire pièce à l'utilisation par les Anglais de Bombay, rare port indien à l'abri de la mousson d'hiver. Il faudra attendre Suffren, lors de la guerre suivante, pour que cette option permettant à une escadre française d'opérer presque en permanence sur les côtes indiennes soit retenue.

### Retour en France et dernières promotions
Rentré en France, d'Aché se joint aux accusateurs de Lally-Tollendal qui est condamné à mort tandis que d’Aché est fait lieutenant général des armées navales (1761), Grand-croix de l’ordre royal et militaire de Saint-Louis (1761) et vice-amiral (24 août 1770).
Il ne navigue plus cependant. Mis en disponibilité, il termine ses jours à Brest, le 11 février 1780, à l'âge de 79 ans.

### Mariage et descendance
Il avait épousé, le 24 novembre 1738 en l'église Saint-Louis de Brest, dans l'évêché de Léon en Bretagne, Marguerite Guyomar, fille de Jean Guyomar et de Marguerite de Trémic.